# José Eduardo Gauggel Rivas
José Eduardo Gauggel Rivas (*Santa Rosa de Copán, 2 de enero de 1954 - †San Pedro Sula, 10 de abril de 2015) fue un abogado y político hondureño. 
José Eduardo Gauggel Rivas, nació en Santa Rosa de Copán, hijo del doctor José Eduardo Gauggel Cardona e Inés Rivas. Realizó sus estudios primarios y secundarios en la ciudad, egreso de abogado de la Universidad Nacional Autónoma de Honduras, se desempeñó como Magistrado de la Corte Suprema de Justicia de Honduras entre 1994 a 1998, además fue miembro de la Corte de Justicia de Centroamérica (CJC). Fue catedrático y Rector de la Universidad de San Pedro Sula, ciudad donde residía.  
Fue casado con Rosbinda Medina Paredes, padre de Eduardo de Jesús Gauggel Medina, también político, y fallecido al lado de su progenitor en el tiroteo.